# Crunk
Crunk is een muziekstijl die in de jaren 90 ontstond uit hiphop en elektronische dansmuziek.
Het tempo van de muziek ligt rond dat van reggaeton. De focus in crunkmuziek ligt op beats en melodieën. Voor het maken van deze beats worden vaak drumcomputers als de TR-808 en TR-909 gebruikt.
Crunk wordt ook vaak gekenmerkt door de verschillende screams die erin voorkomen. Diezelfde screams worden vaak gebruikt in de genres emocore en hardcore.

## Artiesten
Enkele toonaangevende crunkartiesten zijn:
- Lil' Jon
- Ying Yang Twins
- Three 6 Mafia
- David Banner
- Brokencyde
- Soulja Boy

## Nieuwe varianten
Er is een experimenteel subgenre ontstaan waar ook vaak naar wordt verwezen als "crunk". Dit komt mede door de Amerikaanse producer ediT van The Glitch Mob, die de term gebruikt voor hun eigen soort van Glitch-Hop. De gelijkenis ligt in het gebruik van vocale shouts, en een duidelijke nadruk op de beats. Deze stijl ontleent ook nog andere invloeden uit onder meer de abstracte hiphop en dubstep.